# Aleš Debeljak
Aleš Debeljak, slovenski pesnik, esejist, prevajalec, urednik, kritik in sociolog kulture, * 25. december 1961, Ljubljana, † 28. januar 2016, viadukt Peračica 

## Življenjepis
Rodil se je mami Miji in očetu Pavlu. V mladosti je bil do poškodbe na mednarodnem tekmovanju pri 17-ih letih uspešen judoist, reprezentant in 1978 viceprvak Jugoslavije v judu. Potem se je posvetil literaturi in z njo povezani publicistiki, bil je glavni urednik študentskega časopisa Tribuna (1982–83), že 1982 pa je v Pesniškem almanahu mladih objavil Zamenjave, zamenjave.  
Leta 1985 je diplomiral na ljubljanski Filozofski fakulteti iz primerjalne književnosti in filozofije, 1988 magistriral iz sociologije kulture pri Dimitriju Ruplu na Fakulteti za družbene vede, nato pa odšel na študij v ZDA, kjer je 1993 doktoriral iz kulturnih študij na Maxwell School of Citizenship and Public Affairs, Syracuse University (New York). Zaposlil se je na ljubljanski Fakulteti za družbene vede oz. njenem centru za proučevanje kulture in religije, ki ga je dolgo časa vodil kot predstojnik (od 1995); leta 1999 je postal izredni in 2004 redni profesor na Oddelku in katedri za kulturologijo ter tam sprva predaval sociologijo kulture (namesto Dimitrija Rupla, ki je takrat odšel v politiko oz. diplomacijo), sociologijo religije (prvi za Zdenkom Roterjem) in primerjalno religiologijo, nato pa sociologijo umetnosti in sodobne kulturološke smeri; tudi na College d’Europe (Natolin, Varšava) kot redni gostujoči profesor za kulturologijo. 
V letih 1985–88 je bil glavni urednik revije Problemi-Literatura in obenem član uredništva Nove revije, kasneje predsednik komisije za mednarodno sodelovanje pri Društvu slovenskih pisateljev (1994–98), 1996–98 nacionalni koordinator za kulturologijo pri ministrstvu za znanost, zunanji urednik več tujih literarnih revij (mdr. Sarajevski zvezki in Verse) in glavni urednik knjižne zbirke Terra Incognita: Writings from Central Europe (Buffalo, ZDA). 
Njegov javni angažma je v povezavi z osebno karizmo odražal gojitev ideala javnega intelektualca. 
Za pesniški zbirki Slovar tišine in Tihotapci je dvakrat prejel Jenkovo nagrado (1989 in 2009), za deli Slovar tišine in Postmoderna sfinga leta 1990 nagrado Prešernovega sklada, prejel pa je tudi nagrado Zlata ptica (1985), nagrado 7 sekretarjev SKOJ (1985); Kristal Vilenice (1990) in več tujih nagrad (ZDA, Izrael, Japonska). Leta 2001 je dobil priznanje ambasadorja znanosti za zasluge pri uveljavljanje slovenske identitete v svetu, Univerza v Ljubljani mu je posmrtno podelila zlato plaketo, na FDV pa so odprli Akademsko čitalnico Aleša Debeljaka.
Novembra 2018 je bil predstavljen program Aleša Debeljaka, poimenovan tudi Slovenija misli / Slovenian Minds, za povezovanje slovenskega znanja in inovacij, ki bo omogočal vrnitev mlajših znanstvenikov iz tujine.
Poročen je bil z Američanko Erico Johnson Debeljak, s katero je imel tri otroke. Najmlajši Lukas (*1999) je prav tako pesnik in filozof.

## Literarno in teoretsko delo
Za Debeljakovo zvečine melanholično intonirano pesništvo je sprva značilen dialog z modernistično tradicijo in eksistencialističnim mišljenjem (Imena smrti, 1985; Slovar tišine, 1987, Minute strahu, 1990), nato pa tudi odmev na vojno dogajanje v bivši Jugoslaviji in patos življenja v družini (Minute strahu, 1990; Mesto in otrok, 1996; Nedokončane hvalnice, 2000; Pod gladino, 2004; Tihotapci, 2009; "slikanica" Kako postati človek, 2014)
V esejistiki je bil Debeljak med uveljavitelji postmodernizma na naših tleh (pionirski sistematičen prikaz postmodernizma v slovenskem in bivšem jugoslovanskem prostoruː Postmoderna sfinga, 1989). Ukvarjal se je tudi s pisanjem člankov in kolumn, raziskovanjem slovenske književnosti in literarno kritiko (Melanholične figure: eseji o književnosti in idejah, 1988; Temno nebo Amerike, 1991; Pisma iz tujine, 1992; Atlantski most: eseji o ameriški književnosti, 1998; Na dnu predala: drobni spisi, 2005; Balkanska brv, 2010; Evropa brez Evropejcev, 2004) ter je avtor več kulturoloških teoretskih del (poleg Postmoderne sfinge še Oblike religiozne imaginacije, 1995; Individualizem in literarne metafore naroda, 1998; Reluctant Modernity: The Institution of Art and its Historical Forms, 1998 /slov. priredba: Na ruševinah modernosti: institucija umetnosti in njene zgodovinske oblike, 1999). Uredil je tudi več antologij: Ameriška metafikcija (American Metafiction: Barth, Barthelme, Coover, Pynchon), Lj, 1988; Serbian, Croatian, Slovenian Poetry (v Shifting Borders: East European Poetries in the Eighties, New York, London, 1993); Prisoners of Freedom: Contemporary Slovenian Poetry, Santa Fe, 1994; Selected Poems of Edvard Kocbek, 1995; The Imagination of Terra Incognita: Slovenian Writing 1945–1995, New York, 1997; ter prevajal iz angleščine v slov.: Pesmi: John Ashbery (1995), klasično sociološko delo Petra Bergerja in Thomasa Luckmanna Družbena konstrukcija realnosti (1965/1988); Resnica o Los Angelesu Louisa Adamiča (1926/2012). Aleš Debeljak sodi med najbolj prevajane slovenske avtorje. Njegove knjige so v prevodih izšle v več kot dvajsetih jezikih, njegove pesmi pa so vključene v antologije slovenskih pesnikov.   
Posmrtno so izšle zbirke njegovih kolumen iz Sobotne priloge Dela Zadnja stran (2017), antologija njegovih esejev, teoretskih tekstov in pesmi Tukaj, zate, tam (2017, pesmi izbral in komentiral Uroš Zupan; ur. Urban Vovk) in izbor razglednic petintridesetim naslovnikom Saj grem samo mimo: razglednice Aleša Debeljaka (2018), ki so bile leta 2021 predstavljene tudi na priložnostni razstavi v Slovenskem etnografskem muzeju, naslovljeni Saj grem samo mimo: Mozaik razglednic in prijateljstev Aleša Debeljaka ter 2022 še skupna izdaja njegovih prvih treh zbirk; Zamenjave, zamenjave, Imena smrti in Slovar tišine.